# Logique défaisable
La logique défaisable est une logique non monotone proposée par Donald Nute pour formaliser le raisonnement défaisable. En logique défaisable, il y a trois différents types de règles :
Les règles stricteselles spécifient qu'un fait est toujours la conséquence d'un autre ;
Les règles défaisableselles spécifient qu'un fait est généralement la conséquence d'un autre ;
Les défaiseursils spécifient les exceptions aux règles défaisables.
On peut donner une priorité sur les règles défaisables et les défaiseurs. Au cours du processus de déduction, les règles strictes sont toujours appliquées, alors qu'une règle défaisable peut être appliquée seulement si aucun défaiseur d'une priorité plus grande ne l'interdit.
Par exemple, la règle « toutes les autruches sont des oiseaux » est une règle stricte. La règle « tous les oiseaux volent » est par contre défaisable, et a pour défaiseur « les autruches ne volent pas ».